# Вест-Берлінгтон Тауншип (округ Бредфорд, Пенсільванія)
Вест-Берлінгтон Тауншип (англ. West Burlington Township) — селище (англ. township) в США, в окрузі Бредфорд штату Пенсільванія. Населення — 737 осіб (2020).

## Демографія
Згідно з переписом 2010 року, у селищі мешкало 696 осіб у 180 домогосподарствах у складі 131 родини. Було 215 помешкань
Расовий склад населення:
| - 97,7 % — білих - 0,7 % — корінних американців - 0,3 % — чорних або афроамериканців |

До двох чи більше рас належало 1,1 %. Частка іспаномовних становила 1,1 % від усіх жителів.
За віковим діапазоном населення розподілялося таким чином: 14,1 % — особи молодші 18 років, 55,4 % — особи у віці 18—64 років, 30,5 % — особи у віці 65 років та старші. Медіана віку мешканця становила 48,6 року. На 100 осіб жіночої статі у селищі припадало 102,9 чоловіків;  на 100 жінок у віці від 18 років та старших — 104,1 чоловіків також старших 18 років.
Середній дохід на одне домашнє господарство  становив 73 145 доларів США (медіана — 61 667), а середній дохід на одну сім'ю — 81 079 доларів (медіана — 66 875). Медіана доходів становила 40 625 доларів для чоловіків та 45 179 доларів для жінок. За межею бідності перебувало 10,2 % осіб, у тому числі 14,3 % дітей у віці до 18 років та 1,3 % осіб у віці 65 років та старших.
Цивільне працевлаштоване населення становило 206 осіб. Основні галузі зайнятості: освіта, охорона здоров'я та соціальна допомога — 23,8 %, виробництво — 15,5 %, мистецтво, розваги та відпочинок — 13,6 %.